# La via del cibo
La via del cibo è un film italiano del 1994 diretto da Eugenio Donadoni e Paolo Ippolito.

## Trama
Perso nel cuore di una grande città c'è un ristorante magico: ogni sera il maestro cuoco e il suo apprendista usano la loro fantasia in cucina nel tentativo di ricreare la leggendaria Pentecomposta, una zuppa in grado di esaudire ogni desiderio. Ogni sera, stupiti dai magici piatti, due illustri ospiti escono dalla sala soddisfatti e convinti di essere stati illuminati. Ma una notte l'apprendista sbaglia uno degli ingredienti e il maestro muore per avvelenamento. Non c'è tempo per scappare, gli invitati stanno per bussare alla porta e la cerimonia deve procedere senza destare sospetti. L'apprendista finge quindi di essere il maestro e accoglie gli invitati: un regista, un agente pubblicitario e una ragazza che fa molte domande.

## Curiosità
- Fu il primo film cui prese parte Ciccio Ingrassia dopo la morte di Franco Franchi, avvenuta due anni prima.